# St. Oswald bei Freistadt
St. Oswald bei Freistadt, Sankt Oswald bei Freistadt – gmina targowa w Austrii, w kraju związkowym Górna Austria, w powiecie Freistadt. Liczy ok. 2,8 tys. mieszkańców.